# Svenska nationalkommittén för astronomi
Svenska Nationalkommittén för Astronomi grundades 1925 i Sverige. Nationalkommitténs uppgift är att:
- främja forskning och utbildning inom sitt ämnesområde, särskilt genom att representera Sverige i den Internationella Astronomiska Unionen (IAU),
- åvägabringa planmässigt samarbete med besläktade vetenskapsgrenar,
- vid behov stå till förfogande som rådgivande organ åt universiteten och andra delar av utbildningssystemet, samt
- att verka som expertorgan åt Vetenskapsakademien.